# 本多はる
本多 はる（ほんだ はる、2000年3月17日 - ）は、日本の女優。宮崎県出身。JFCT所属。
女優高瀬英璃とのユニットえりはるとしても活動している。

## 来歴
7歳からダンスを始め、JAZZやfreestyleを得意とする。
地元宮崎でダンスを続ける中、東京への憧れが膨らみ12歳の時、きゃりーぱみゅぱみゅのキッズダンサーオーディションを受け、合格。武道館公演に出演に至る。
それを機にして、本格的にダンスを学びたいと思い、高校は様々なジャンルが学べる東京のダンス専門学校に入学。在学中もアーティストのバックダンサーやCM、PVなどに出演。

2017年、Red Print Girlsのオーディションに合格。

## 出演

### テレビドラマ
- タリオ 復讐代行の2人（2020年 NHK）　山本透演出

### 舞台
- A.R.P『小さな四つ葉のクローバー-October－』（2019年）A.ロックマン脚本・演出
- 『紅土に散りゆく』（2019年）田渕晃基演出
- A.R.P『500万～2019～』（2019年）A.ロックマン脚本・演出
- A.R.P『運命のディスク2019』（2019年）A.ロックマン脚本・演出
- Red Print『アマゾネス』（2019年）おおたけこういち脚本・演出
- Red Print Girls『死神パレード』（2018年）MAEDA演出
- A.R.P『コイズミタエコ2018』（2018年）A.ロックマン脚本・演出

### ダンス
- 新しい学校のリーダーズ MV『迷えば尊し』（2018年）
- 舞台 『暁のヨナ』　振り付けアシスタント（2018年）
- つばきファクトリー MV『もうサイコー！』　構成担当・振り付けアシスタント（2018年）
- マキシマムザホルモン MV『拝啓VAP殿』　振り付けアシスタント（2018年）
- CF LAVAスタジオ LAVAダンサーズ（2018年）
- コブクロ 『one times one』ミュージクステーションバックダンサー（2018年）
- MIWA MV『we are the Light』（2017年）
- 関ジャニ∞ 『パノラマ』ミュージクステーションバックダンサー（2016年）
- きゃりーぱみゅぱみゅ キッズダンサー（福岡サンパレス）（2013年）
- きゃりーぱみゅぱみゅ キッズダンサー（武道館）（2012年）